# Unitate de cont
În economie, o unitate de cont este o unitate standardizată care permite măsurarea valorii schimburilor și stocurilor bunurilor și serviciilor sau a activelor. Se vorbește despre calcul economic când această evaluare este făcută a priori și despre contabilitate când este făcută a posteriori.
Este una dintre cele trei funcții principale ale banilor. Într-adevăr banii constituie o unitate de cont, dar există și unități de cont care nu sunt bani. 